# TICK-TOCK
株式会社TICK-TOCK（チックタック）は、兵庫県神戸市中央区に本拠を置く美容室を多店舗展開する企業。2018年現在、日本に6店舗、アメリカ・ニューヨークに1店舗を展開する。創設者は、ヘアカットによる数少ない特許技術で、小顔（骨格）補正立体カットである「ステップボーンカット」の発案者である牛尾早百合。ニューヨークにスタジオを構え、国内外800社と契約し、特許技術を提供している

## 概要
ヘアデザイナー牛尾早百合により、1985年5月に美容室「TICK-TOCK」がオープン。集客を自らポスティングと道行く人への直接の声かけで行い、1年もしないうちに軌道に乗る。対人関係に苦慮しながらも、客は増加傾向にあったため、5年後に2店舗目を計画。しかし、その建築中に牛尾は自己嫌悪に陥り、原点であった現場で働く気持ちを知りたい衝動からニューヨークに逃亡。渡米後1-2週間は働けるサロン探しに奔走。ようやく見つけたのが雑誌『BRUTUS』の表紙を飾ったこともあるグリニッジヴィレッジのサロンだった。そこで牛尾は2か月半に渡り美容師としての仕事以外に、写真撮影を始め数多くのクリエイティブな体験を重ねる。さらに、滞在期間中に日本とアメリカの違いを痛感。スタッフ一人ひとりが独立して、プロの美容師としての自信とプライドを持ち、何よりも楽しそうに働いていると感じた。日本での困難の多い経営者としての束縛から離れ、嫌いだった自分自身も好きになっていた。後ろ髪を引かれる思いで2店舗目のオープンに合わせ帰国。
しかし、帰国後スタッフの不正が発覚。経営が嫌になった牛尾は店の売却を試みるも売れず、スタッフとの対立が深刻化。最初の店舗は別オーナーを立て、新店舗を男性スタッフ数名と始める。この際には、日本では一般的ではなかったインセンティブ制度（個人事業主的業務委託制度）の導入を試みる。その結果、スタッフのやる気を引き出し、うわさを聞き付けた腕の良い美容師が多く集まり、店は繁盛する。売上は好調に推移したものの、成長するに足る環境づくりのために、それまで蓄積した技術を育成カリキュラムにまとめ、ビデオマニュアルを作るなど組織化と統一化を図るなど新しい試みを行ったが、そのことが後にアカデミーの基礎となる技術カリキュラムの作成、販促マニュアル、商品メーカーであるステップボーンカット株式会社の商品テイスティング、モニタリングを通して、ステップボーンカットのショールームとしての位置づけは、単に美容室にとどまらない役割を果たした。その後店舗数を増やし現在にいたる。2000年に法人化。

### ステップボーンカットの発明
世界のヘアカットの主流は、現在もヴィダルサスーンカットだが、牛尾はさらに早く切ることができ、スタイリングが得意ではない人のために乾かすだけでも良いカット技法を模索した結果、シャンプーもブローもせず、ハサミは1回だけ入れる“ステップボーンカット”技法を5年がかりで開発する。ヴィダルサスーンカットは、カットをチェーンのようにつなげて切り、後で揃えていく技法だが、毛先が痛み、手入れが面倒で、頭が大きく見えることから東洋人には向いていない欠点があった。骨格を学んだ経験もある牛尾は、日本人の頭蓋骨に合わせてハサミを入れることで小顔に見えると考えた。それを「小顔補正立体カット」、「骨格補正立体カット」、または「ステップボーンカット」と呼称し、すべて商標取得した。
当初、牛尾はこのカットを自身のサロンだけで行っていた。ニューヨークで牛尾は、技術力は高くなくても優雅な暮らしをする美容師たちを目の当たりにした。欧米人は骨格が良くどんな髪型でも似合うため、通常、髪は友達同士で切るのが普通で、美容室はエステ感覚で金持ちが来る場所であった。一方、日本の美容師は総じて労力の多いわりに金銭的に報われないと牛尾は考えていた。こうした状況が、牛尾にステップボーンカット技術の公開に気持ちを傾かせた。2010年、牛尾は世界中で創作した作品をまとめたアート本を出版する。世界6か国13都市で同時発売された『FOR JAPANESE HAIR DRESSER～日本の美容師たちへ』であるが、出版をきっかけに取材が増え、ステップボーンカットが紹介される機会は増えたのだが、真意が伝わらない状況下で真似される危惧が生じたため、特許で技術を守ろうと考え協会を立ち上げ、ノウハウを技術教育カリキュラム化しアカデミーを開催、セミナー事業の展開を始める。講習依頼は殺到し、その後、基礎コース、テクニックコース、マスターコース、講師コースと環境が整備されTICK-TOCK急成長の柱となった。その後、牛尾は欧米人へのヘアカットでもイノヴェーションを生み出せるのではないかと考え、第1号のステップボーンカットニューヨーク進出店をブルックリンに出店する。
美容師個々の技術向上が、ひいては人をきれいにしていく。日本は欧米に比べ、「素敵な大人の女性」の観念が弱い。だからこそ、まずは日本人を、ひいてはアジアの女性を世界で一番きれいな人種にしていきたい、と2011年に牛尾は発言している。
ステップボーンカット（登録第4967257号）は、日本・中国・香港・台湾・韓国・アメリカにて、牛尾早百合により商標登録され、日本で「ヘアカット方法」として特許（特許第5191614号）を取得している。またステップボーンカットには、専用のはさみやローションが必要であり、カット技術を学んだ美容師は、継続的に商品を購入するためのスクール事業の収入のみならず物販による継続収入を持つプラットフォーム型のビジネスモデルである。

### 教育型のヘアサロン経営
中途採用者は少なく、スタッフの大部分が、美容学校卒業と同時に入社し、独自の教育カリキュラムで、スタイリストに育成する。スタイリスト教育のためのカリキュラムが作成されているが、アカデミー設立により、ノウハウをさらに短時間で取得できるマニュアルとなっている。自社スタッフについても、自社トレーニングよりも集中的に短時間で取得できるアカデミーに受講させることで、アシスタントから売れる美容師への育成スピードをの向上を図っている。
クリエイターが集まるニューヨーク・ブルックリンのモルガン地区に「STEP BONE CUT Brooklyn」を設立し、ヘアデザイン、ビジュアルを作成。「from Brooklyn」 のデザインイメージで、リーズナブルで、感度の高い若者ターゲットとするヘアサロン「TICK-TOCK MORGAN」3店舗をスタイリスト育成用に展開する。

## 沿革
- 1985年 - 5月、TICK-TOCK オープン[1]。
- 1990年 - 10月、TICK-TOCK Paradime（兵庫県姫路市飾磨区蓼野町[14]）[1]。
- 1999年 - 10月、TICK-TOCK Delicious オープン[1]。
- 2000年 - 3月、法人化。有限会社 TICK-TOCKコミュニケーションズ設立[1]。
- 2000年 - 9月、TICK-TOCK Delicious を TICK-TOCK Airline（兵庫県姫路市紺屋町82）と改め拡張。飛行機に搭乗したイメージの内装に[15][1]。
- 2001年 - 4月、TICK-TOCK Tor-west（兵庫県神戸市中央区北長狭通）オープン[16][1]。
- 2005年 - 10月、株式会社 TICK-TOCK 設立[1]。
- 2010年 - 牛尾が著書「FOR JAPANESE HAIR DRESSERS 日本の美容師たちへ」を6か国13都市で発刊。ステップボーンカットを写真で紹介。その後、カット技法を学べるスクールを開設。日本のみならずインドネシアやシンガポール、台湾など、アジア各地のサロンからも参加がある[6][12]。
- 2013年 - 1月、COLETTE fille de TICK-TOCK Tor-west、5月COLETTE fille de TICK-TOCK Airlineオープン。STEP BONE CUT ACADEMY スタート。牛尾早百合がステップボーンカット技術で日本で特許取得（特許第5191614号）。STEP BONE CUT ACADEMY スタート[10][1]。
- 2014年 - TICK-TOCK Model オープン[1]。
- 2016年 - 世界最大規模の美容ショーである「インターナショナル・ビューティー・ショー・ニューヨーク」から牛尾がオファーされ、カットのデモンストレーションなどを実施[6]。
- 2017年 - 5月、STEP BONE CUT Brooklyn  NY オープン。スタイリスト育成サロンCOLETTE fille de TICK-TOCK を、すべてTICK-TOCK MORGAN（NYのサロンのエリア名）に改名。TICK-TOCK Model を、移転しTICK-TOCK MORGAN MODEL オープン。11月、竹内克仁が取締役社長就任。[1]
- 2018年 - 7月9日、創設者牛尾による『人生を変える髪の魔法』（自由国民社）発刊[17][1]。

## 所在地

### 本社
兵庫県神戸市中央区播磨町49　神戸旧居留地平和ビル 507

### 店舗
- TICK-TOCK Tor-west

兵庫県神戸市中央区北長狭通り3-12-10
- TICK-TOCK Paradime

兵庫県姫路市飾磨区蓼野町155
- TICK-TOCK Airline

兵庫県姫路市紺屋町82
- MORGAN Model

神戸市中央区北長狭通3-3-11
- MORGAN Tor-west

神戸市中央区北長狭通3-12-10 2F
- MORGAN Airline

姫路市紺屋町82 2F
- STEP BONE CUT Brooklyn

229 Cook St FLR 2 Brooklyn, NY 11206

## 関連会社
- STEP BONE CUT NY, Inc
- 一般社団法人　日本小顔補正立体カット協会
- STEP BONE CUT Academy 東京スタジオ
- STEP BONE CUT 株式会社